# Beautiful Mess
Beautiful Mess е сингъл на българския певец Кристиан Костов. Издаден е на 13 март 2017 г. Песента представя България на Евровизия 2017 в Киев, Украйна, където завършва на 2-ро място.

## Евровизия 2017
На 22 декември 2016 г. Българската национална телевизия (БНТ) отправя покана на музикални продуценти и звукозаписни компании, които да представят песни за участие в конкурса за песен Евровизия 2017. На 25 януари 2017 г. са избрани шест песни, които са включени, а на 7 февруари е обявено, че три от песните са одобрени за по-нататък. На 13 март, Кристиан Костов е обявен за представител на България, а песента му „Beautiful Mess“ е качена в YouTube акаунта на конкурса по-късно същия ден. България се състезава във втората половина на втория полуфинал на конкурса за песен на Евровизия, където завършва на 2-ро място зад представителя на Португалия.

## Версии
| 1. | Beautiful Mess | 3:00 |

| 1. | Beautiful Mess (Hit the Floor ремикс)      | 4:24 |
| 2. | Beautiful Mess (Baron Grand Sunset ремикс) | 3:21 |

## Позиции в класациите
| Класация (2017)            | Най-добра позиция |
| -------------------------- | ----------------- |
| България (Radiomonitor)    | 3                 |
| Дания (Hitlisten)          |                   |
| Испания (PROMUSICAE)       | 38                |
| Русия (TopHit)             | 457               |
| Швеция (Sverigetopplistan) | 51                |